# Saison 2018 de l'équipe cycliste masculine Mitchelton-Scott
La saison 2018 de l'équipe cycliste masculine Mitchelton-Scott est la septième de cette équipe et la première sous ce nom.

## Préparation de la saison 2018

### Sponsors et financement de l'équipe
La société viticole Mitchelton est le nouveau sponsor principal de l'équipe. Elle remplace Orica, qui l'était depuis 2012 et avait annoncé son retrait en fin d'année 2017. Mitchelton appartient à Gerry Ryan (en), propriétaire et fondateur de l'équipe, et ancien président de Cycling Australia (en). Scott reste fournisseur de cycles et cosponsor, de sorte que l'équipe prend le nom de Mitchelton-Scott. L'équipe féminine porte également ce nom.
Bleu marine durant les six saisons précédentes, le maillot devient principalement noir. Il est bordé de jaune comme en 2017. Comme en 2017 également, les deux sponsors principaux apparaissent sur le torse : Mitchelton en blanc, et Scott en jaune. Ils sont également présents dans le dos, Mitchelton sur les épaules et Jayco sur les manches. La poitrine arbore les logos de Jayco, autre sponsor appartenant à Gerry Ryan, GreenEdge, UCI World Tour, et le fournisseur du maillot, Giordana.Une exception est faite sur le tour de france c'est la marque Let's go Motorhomes qui est présente sur le torse à la place de Mitchelton.

### Arrivées et départs
Six coureurs quittent l'équipe et cinq autres sont recrutés durant l'intersaison, de sorte que l'effectif passe de vingt-six à vingt-cinq coureurs. Magnus Cort Nielsen part chez Astana, Mitchell Docker chez EF Education First - Drapac, Simon Gerrans chez BMC Racing, Jens Keukeleire chez Lotto-Soudal, Rubén Plaza chez Israel Cycling Academy, et Cheung King Lok n'est pas conservé.
Jack Bauer et Matteo Trentin, tous deux issus de Quick-Step Floors,  viennent renforcer l'équipe pour les classiques, le second pouvant également être sprinter lors de courses au parcours accidenté. Mikel Nieve vient apporter son expérience dans les courses à étapes après avoir épaulé Christopher Froome chez Sky. Lucas Hamilton et Cameron Meyer viennent de l'équipe continentale Mitchelton Scott. Le premier passe professionnel après avoir notamment gagné le Tour Alsace et pris la deuxième place du Baby Giro. Le second fait son retour dans l'équipe, après en avoir été membre de 2012 à 2015.
| Arrivées       | Équipe 2017       |
| -------------- | ----------------- |
| Jack Bauer     | Quick-Step Floors |
| Lucas Hamilton | Mitchelton Scott  |
| Cameron Meyer  | Mitchelton Scott  |
| Mikel Nieve    | Sky               |
| Matteo Trentin | Quick-Step Floors |

| Départs             | Équipe 2018               |
| ------------------- | ------------------------- |
| Magnus Cort Nielsen | Astana                    |
| Mitchell Docker     | EF Education First-Drapac |
| Simon Gerrans       | BMC Racing                |
| Cheung King Lok     |                           |
| Jens Keukeleire     | Lotto-Soudal              |
| Rubén Plaza         | Israel Cycling Academy    |

### Objectifs
Comme chaque année, Mitchelton-Scott espère briller en début de saison en Australie, puis vise les classiques de printemps et les grands tours. Les leaders de Mitchelton-Scott sont Esteban Chaves et les frères Adam et Simon Yates pour les courses à étapes, et Caleb Ewan pour les sprints. Adam Yates est désigné leader pour le Tour de France, où Caleb Ewan fera ses débuts, tandis qu'Esteban Chaves et Simon Yates seront alignés sur les Tours d'Italie et d'Espagne. Pour les classiques, Mitchelton-Scott compte sur ses recrues Matteo Trentin et Jack Bauer, ainsi que Matthew Hayman, Chris Juul Jensen et Luke Durbridge. Le manager sportif Matthew White espère notamment une victoire au Tour des Flandres, seul monument manquant au palmarès de l'équipe.

## Déroulement de la saison
Mitchelton-Scott commence sa saison avec les championnats d'Australie. Caleb Ewan, emmené au sprint par Luke Durbridge, Lucas Hamilton, Cameron Meyer et Alexander Edmondson, obtient son troisième titre consécutif au critérium . Au contre-la-montre, Luke Durbridge prend, comme en 2017, la deuxième place derrière Rohan Dennis, qui le devance de plus d'une minute. Alexander Edmondson apporte à l'équipe le titre de champion d'Australie sur route qui lui échappait depuis 2014. Après avoir suivi l'attaque de Chris Harper à 30 km de l'arrivée, il s'impose de peu au sprint devant le groupe des favoris, dont Caleb Ewan (4e),.
Au Tour Down Under, Caleb Ewan s'impose au sprint lors de la deuxième étape, après avoir échoué la veille derrière André Greipel. Il s'empare de la première place du classement général, qu'il garde pendant deux jours. Deuxième de la deuxième étape derrière Ewan, puis de la quatrième étape derrière Peter Sagan à Uraidla, Daryl Impey parvient à prendre la deuxième place de l'étape-reine, à Willunga, en passant la ligne huit secondes après Richie Porte. Impey et Porte sont crédités du même temps au classement général. Impey ayant obtenu les meilleures places lors des étapes précédentes, il en prend la première place. Le lendemain, lors de la dernière étape disputée au sprint, Porte ne lui conteste pas la victoire. En remportant ce Tour Down Under, Daryl Impey obtient la victoire la plus importante de sa carrière,,,. Une semaine après ce succès, il prend la troisième place de la Cadel Evans Great Ocean Road Race, derrière Jay McCarthy et Elia Viviani. Mitchelton-Scott termine son « été australien » au Herald Sun Tour, où Trek-Segafredo est la seule autre équipe World Tour présente.
L'équipe dispute sa première course européenne de la saison à l'occasion du Tour de la Communauté valencienne. Luka Mezgec y prend la deuxième place de la première étape, derrière Danny van Poppel.

## Coureurs et encadrement technique

### Effectif
L'effectif de Mitchelton-Scott pour la saison 2018 compte 25 coureurs. Robert Stannard intègre l'équipe au mois d'octobre 2018, après sa victoire sur le Tour de Lombardie amateurs.
| Cycliste                | Date de naissance | Nationalité      | Équipe 2017             |  |
| ----------------------- | ----------------- | ---------------- | ----------------------- |  |
| Michael Albasini        | 20 décembre 1980  | Suisse           | Orica-Scott             |  |
| Jack Bauer              | 7 avril 1985      | Nouvelle-Zélande | Quick-Step Floors       |  |
| Sam Bewley              | 22 juillet 1987   | Nouvelle-Zélande | Orica-Scott             |  |
| Esteban Chaves          | 17 janvier 1990   | Colombie         | Orica-Scott             |  |
| Luke Durbridge          | 9 avril 1991      | Australie        | Orica-Scott             |  |
| Alexander Edmondson     | 22 décembre 1993  | Australie        | Orica-Scott             |  |
| Caleb Ewan              | 11 juillet 1994   | Australie        | Orica-Scott             |  |
| Jack Haig               | 6 septembre 1993  | Australie        | Orica-Scott             |  |
| Lucas Hamilton          | 12 février 1996   | Australie        | Mitchelton Scott        |  |
| Mathew Hayman           | 20 avril 1978     | Australie        | Orica-Scott             |  |
| Michael Hepburn         | 17 août 1991      | Australie        | Orica-Scott             |  |
| Damien Howson           | 13 août 1992      | Australie        | Orica-Scott             |  |
| Daryl Impey             | 6 décembre 1984   | Afrique du Sud   | Orica-Scott             |  |
| Christopher Juul Jensen | 6 juillet 1989    | Danemark         | Orica-Scott             |  |
| Roger Kluge             | 5 février 1986    | Allemagne        | Orica-Scott             |  |
| Roman Kreuziger         | 6 mai 1986        | Tchéquie         | Orica-Scott             |  |
| Cameron Meyer           | 11 janvier 1988   | Australie        | Mitchelton Scott        |  |
| Luka Mezgec             | 27 juin 1988      | Slovénie         | Orica-Scott             |  |
| Mikel Nieve             | 26 mai 1984       | Espagne          | Sky                     |  |
| Robert Power            | 6 septembre 1993  | Australie        | Orica-Scott             |  |
| Robert Stannard         | 16 septembre 1998 | Australie        | Mitchelton-BikeExchange |  |
| Matteo Trentin          | 2 août 1989       | Italie           | Quick-Step Floors       |  |
| Svein Tuft              | 9 mai 1977        | Canada           | Orica-Scott             |  |
| Carlos Verona           | 4 novembre 1992   | Espagne          | Orica-Scott             |  |
| Adam Yates              | 7 août 1992       | Royaume-Uni      | Orica-Scott             |  |
| Simon Yates             | 7 août 1992       | Royaume-Uni      | Orica-Scott             |  |

- Stagiaire

À partir du 1er août 2018
| Coureur       | Date de naissance | Nationalité | Équipe                  |
| ------------- | ----------------- | ----------- | ----------------------- |
| Brayan Chaves | 30-05-1997        | Colombie    | Mitchelton-BikeExchange |

### Encadrement
Shayne Bannan est le manager général de GreenEDGE Cycling, qui gère les équipes masculine et féminine Mitchelton-Scott. Bannan a auparavant occupé des postes de direction au sein de Cycling Australia (en) et de l'Australian Institute of Sport.
Matthew White est manager de l'équipe masculine. L'encadrement de l'équipe comprend sept directeurs sportifs : Vittorio Algeri et Laurenzo Lapage, présents depuis le lancement de l'équipe, Gene Bates, Julian Dean, David McPartland, James Victor et Matthew Wilson.

## Bilan de la saison
Mitchelton-Scott réalise l'une de ses meilleures saisons depuis sa création en 2012. Avec 38 victoires, elle bat son record de la saison 2014 (35 victoires) et elle égale son meilleur classement à l'UCI World Tour, avec une cinquième place comme en 2012 et 2014. Simon Yates apporte à l'équipe son premier succès sur un grand tour en gagnant le Tour d'Espagne et termine à la première place du classement individuel de l'UCI World Tour, ce qui est également une première pour l'équipe.

### Victoires
| Date       | Course                                         | Pays           | Classe | Vainqueur               |
| ---------- | ---------------------------------------------- | -------------- | ------ | ----------------------- |
| 7/01/2018  | Championnat d'Australie sur route              | Australie      | CN     | Alexander Edmondson     |
| 17/01/2018 | 2e étape du Tour Down Under                    | Australie      | 2.UWT  | Caleb Ewan              |
| 21/01/2018 | Classement général du Tour Down Under          | Australie      | 2.UWT  | Daryl Impey             |
| 03/02/2018 | 3e étape du Herald Sun Tour                    | Australie      | 2.1    | Esteban Chaves          |
| 04/02/2018 | Classement général du Herald Sun Tour          | Australie      | 2.1    | Esteban Chaves          |
| 7/02/2018  | Championnat d'Afrique du Sud contre-la-montre  | Afrique du Sud | CN     | Daryl Impey             |
| 10/02/2018 | Championnat d'Afrique du Sud sur route         | Afrique du Sud | CN     | Daryl Impey             |
| 11/02/2018 | Clásica de Almería                             | Espagne        | 1.HC   | Caleb Ewan              |
| 10/03/2018 | 7e étape de Paris-Nice                         | France         | 2.UWT  | Simon Yates             |
| 11/03/2018 | 5e étape de Tirreno-Adriatico                  | Italie         | 2.UWT  | Adam Yates              |
| 25/03/2018 | 7e étape du Tour de Catalogne                  | Espagne        | 2.UWT  | Simon Yates             |
| 10/05/2018 | 6e étape du Tour d'Italie                      | Italie         | 2.UWT  | Esteban Chaves          |
| 13/05/2018 | 9e étape du Tour d'Italie                      | Italie         | 2.UWT  | Simon Yates             |
| 16/05/2018 | 11e étape du Tour d'Italie                     | Italie         | 2.UWT  | Simon Yates             |
| 20/05/2018 | 15e étape du Tour d'Italie                     | Italie         | 2.UWT  | Simon Yates             |
| 23/05/2018 | 2e étape du Tour des Fjords                    | Norvège        | 2.HC   | Michael Albasini        |
| 24/05/2018 | Classement général du Tour des Fjords          | Norvège        | 2.HC   | Michael Albasini        |
| 25/05/2018 | 1re étape des Hammer Series                    | Norvège        | 2.1    | Mitchelton-Scott        |
| 26/05/2018 | 20e étape du Tour d'Italie                     | Italie         | 2.UWT  | Mikel Nieve             |
| 26/05/2018 | 2e étape des Hammer Series Stavanger           | Norvège        | 2.1    | Mitchelton-Scott        |
| 27/05/2018 | 3e étape des Hammer Series Stavanger           | Norvège        | 2.1    | Mitchelton-Scott        |
| 27/05/2018 | Classement général des Hammer Series Stavanger | Norvège        | 2.1    | Mitchelton-Scott        |
| 02/06/2018 | 2e étape des Hammer Series Stavanger           | Pays-Bas       | 2.1    | Mitchelton-Scott        |
| 03/06/2018 | 3e étape des Hammer Series Stavanger           | Pays-Bas       | 2.1    | Mitchelton-Scott        |
| 04/06/2018 | 1re étape du Critérium du Dauphiné             | France         | 2.UWT  | Daryl Impey             |
| 10/06/2018 | 7e étape du Critérium du Dauphiné              | France         | 2.UWT  | Adam Yates              |
| 12/06/2018 | 4e étape du Tour de Suisse                     | Suisse         | 2.UWT  | Christopher Juul Jensen |
| 21/06/2018 | Championnat de Suisse du contre-la-montre      | Canada         | CN     | Svein Tuft              |
| 25/07/2018 | Classique d'Ordizia                            | Espagne        | 1.1    | Robert Power            |
| 10/08/2018 | 7e étape du Tour de Pologne                    | Pologne        | 2.UWT  | Simon Yates             |
| 3/09/2018  | 2e étape du Tour de Grande-Bretagne            | Royaume-Uni    | 2.HC   | Cameron Meyer           |
| 8/08/2018  | 14e étape du Tour d'Espagne                    | Espagne        | 2.UWT  | Simon Yates             |
| 9/09/2018  | 8e étape du Tour de Grande-Bretagne            | Royaume-Uni    | 2.HC   | Caleb Ewan              |
| 16/09/2018 | Classement général du Tour d'Espagne           | Espagne        | 2.UWT  | Simon Yates             |
| 14/10/2018 | 1re étape des Hammer Series Hong Kong          | Hong Kong      | 2.1    | Mitchelton-Scott        |
| 14/10/2018 | Hammer Series Hong Kong                        | Hong Kong      | 2.1    | Mitchelton-Scott        |
| 20/10/2018 | 5e étape du Tour du Guangxi                    | Chine          | 2.UWT  | Matteo Trentin          |
| 21/10/2018 | Japan Cup                                      | Japon          | 2.HC   | Robert Power            |

### Résultats sur les courses majeures
Les tableaux suivants représentent les résultats de l'équipe dans les principales courses du calendrier international (les cinq classiques majeures et les trois grands tours). Pour chaque épreuve est indiqué le meilleur coureur de l'équipe, son classement ainsi que les accessits glanés par Mitchelton-Scott sur les courses de trois semaines.

#### Classiques
| Classique            | Milan-San Remo  | Tour des Flandres    | Paris-Roubaix       | Liège-Bastogne-Liège | Tour de Lombardie |
| -------------------- | --------------- | -------------------- | ------------------- | -------------------- | ----------------- |
| Coureur (classement) | Caleb Ewan (2e) | Matteo Trentin (45e) | Mathew Hayman (22e) | Roman Kreuziger (8e) | Mikel Nieve (15e) |

#### Grands tours
| Grand tour           | Tour d'Italie                                                       | Tour de France    | Tour d'Espagne                                                        |
| -------------------- | ------------------------------------------------------------------- | ----------------- | --------------------------------------------------------------------- |
| Coureur (classement) | Mikel Nieve (17e)                                                   | Mikel Nieve (23e) | Simon Yates (1er)                                                     |
| Accessits            | 5 victoires d'étapes (Simon Yates (3), Esteban Chaves, Mikel Nieve) | -                 | 1 victoire d'étape (Simon Yates), Classement du combiné (Simon Yates) |